# 善光寺地震

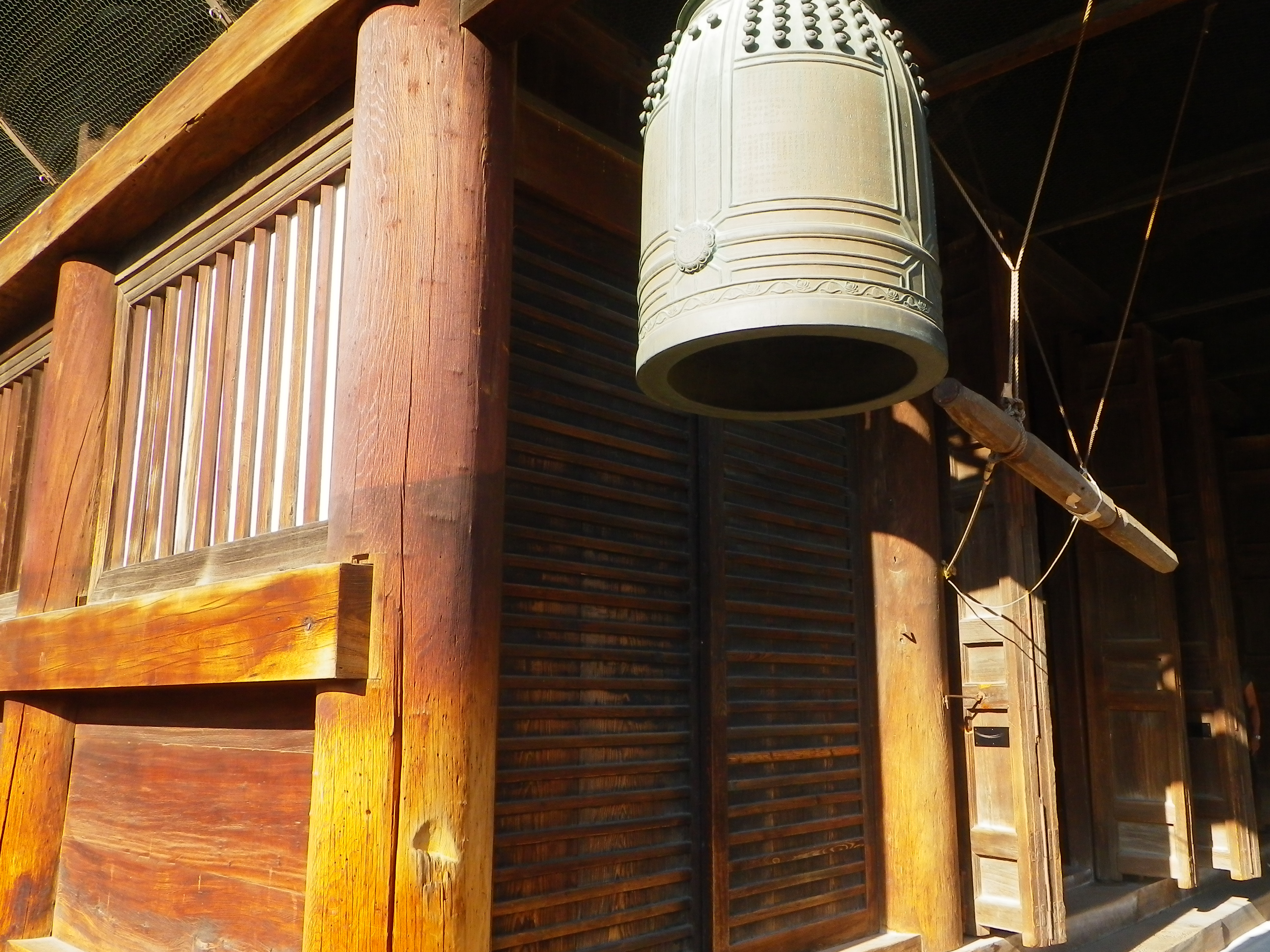
地震で落下した梵鐘の当傷。梵鐘は当時の物ではない。善光寺本堂。

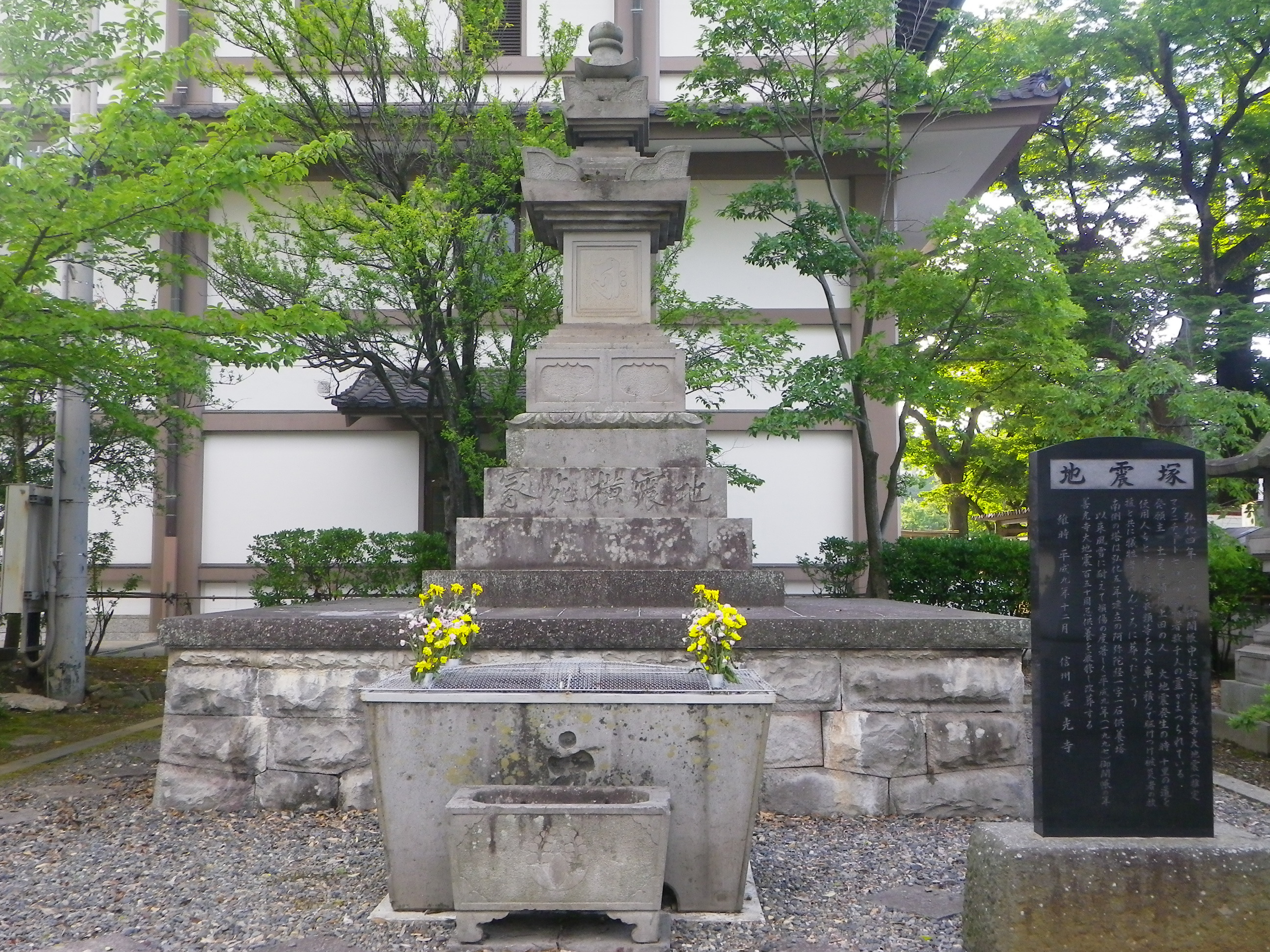
地震横死塚。善光寺。

善光寺地震（ぜんこうじじしん）は、1847年5月8日（弘化4年3月24日）、信州（現長野県）の善光寺平（ぜんこうじだいら）を震源とし直下型で発震、付近に多大の損害をもたらした逆断層型の地震。地震規模を示すマグニチュードは河角廣による推定でMK = 5として M = 7.4 (M = 4.85 + 0.5 MK)、文献によっては 7.3。

## 地震像

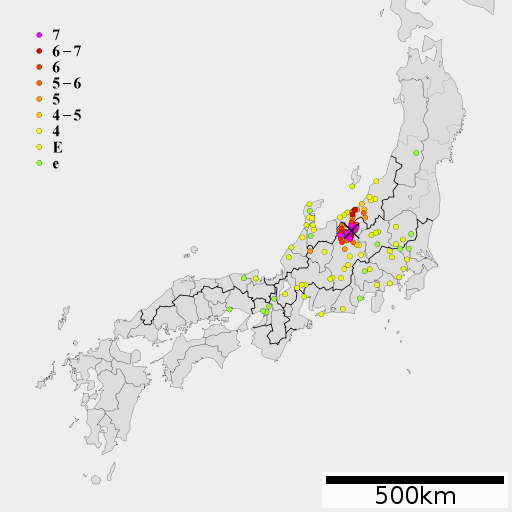
善光寺地震の震度分布

荒船断層などのトレンチ調査などにより、発生周期は約1,000年に一度とされている。名前から受けるイメージで、善光寺周辺の狭い地域の地震として考えてしまいがちであるが、震源域は現在の飯山市常郷付近から長野市大岡にかけての約60kmないしは50kmと推定されている。また、5日後には現在の上越市高田付近でM6.5の誘発地震があった。下記の各地の推定震度や震度分布図は、この5日後の誘発地震による被害を含んだものであり、善光寺を起点に千曲川沿いに飯山付近までと、野尻湖を経由して関川沿いに上越方面へ二手に分かれて強震域が伸びる形となっている。しかし関川沿いの強震域は5日後の誘発地震によるものと考えられ、この影響を分離した本震による強震域は千曲川沿いの飯山から更埴辺りまでの活断層が震源域であると示唆される。
強振動による家屋の崩壊および斜面の崩落や隆起陥没を生じた。犀川で生じた河道閉塞と閉塞箇所の決壊による洪水は、新潟県の信濃川流域でも大きな被害をもたらした。
この地震のために生じた小松原断層と善光寺断層は長野市西部に残っている、これら断層を総称し、長野盆地西縁断層群とも呼ぶ。
| 地域                                                      | 推定震度 |
| --------------------------------------------------------- | --- |
| 畿内                                                      | 京都(e), 池田(e), 大坂(e), 尼崎(e) |
| 東海道                                                    | 下妻(e), 古河(e), 流山(E), 赤尾(E), 熊谷(E), 塩山(E), 甲府(e), 江戸(E), 神奈川(S), 平塚(E), 御殿場(E), 駿府(e), 見附(E), 赤羽根(E), 桑名(E) |
| 東山道                                                    | 大石田(e), 日光(E), 芳賀(e), 壬生(E), 佐野(E), 沼田(E), 吾妻(E), 中山新田(E), 高崎(e), 小布施(5-6), 善光寺(7), 松代(6-7), 稲荷山(7), 上田(5-6), 小諸(4), 小海(4), 鬼無里(6), 大町(6), 松本(5), 諏訪(4-5), 高遠(4), 駒ヶ根(4), 飯田(E), 馬籠(E), 大萱(E), 保木脇(5), 柳津(E), 大垣(E), 上石津(E), 近江八幡(e) |
| 北陸道                                                    | 小木(E), 新潟(4), 与板(4-5), 長岡(4-5), 栃尾(E), 高田(6-7), 関山(5-6), 能生(E), 糸魚川(4), 高岡(4-5), 福野(e), 輪島(E), 穴水(e), 志雄(S), 金沢(4-5), 加賀(S), 福井(E) |
| 山陰道                                                    | 宮津(E), 豊岡(e) |
| 山陽道                                                    | 赤穂(e) |
| S: 強地震(≧4), E: 大地震(≧4), M: 中地震(2-3), e: 地震(≦3) | |

## 被害
逆断層型の地震であったため、乗り上げた側である断層線の西側の地域での被害が大きかった。
松代藩主自身が各地に赴き被害状況の確認をしている。藩主・真田信濃守幸貫から御用番牧野備前守忠雅へ宛てた被害の届出には、山抜崩大小4万1051か所との記録があり、その分布は、信州地震大絵図』（松代藩、真田宝物館所蔵）に表現されている。また8年後の1855年に母を伴い付近を旅した清川八郎は「善光寺の町はさすがに復旧が進んでいるが他は未だ寂しきありさま」と書き残している。  

### 建物・人
折から善光寺如来の開帳の期間にあたり、諸国から参詣客が群集し、当日の市中は最も混雑していた。その夜8時をわずかに過ぎたころ、地震が発生した。参詣客が宿泊していた旅籠（はたご）街を中心に数箇所から火の手が上がり3日延焼した、市中では家屋の倒壊焼失したもの2,094軒、震災を免れたものわずかに142軒という惨害を生じた。善光寺の如来堂、鐘楼、山門は、半壊しただけで焼失を免れたが、死者は市中のみで2,486名に達した。被害が激しかったのは、長野、権堂村、妻科村、稲荷山、鹽崎村、中尾村、牟礼、大古間、野尻等で、全震災地を通じて死者総数8,600人強、全壊家屋21,000千軒、焼失家屋は約3,400軒を数えた。飯山藩では城内の被害も多く門の倒壊や本丸の損傷、城下侍屋敷では93棟の倒壊、町方の被害は焼失547、倒壊329が幕府に報告されている。

### 自然災害
地震とともに山崩れを生じたところも多く、松代藩領内で42,000ヶ所、松本藩領内では1,900ヶ所に及んだ。中でも犀川右岸の岩倉山（虚空蔵山）の崩壊は犀川の後述の河道閉塞と下流に洪水を引き起こし大被害をもたらした。浅川周辺では天然ガスが噴出し、一帯は「新地獄」と呼ばれた（「浅川油田」項目参照）。

#### 河道閉塞

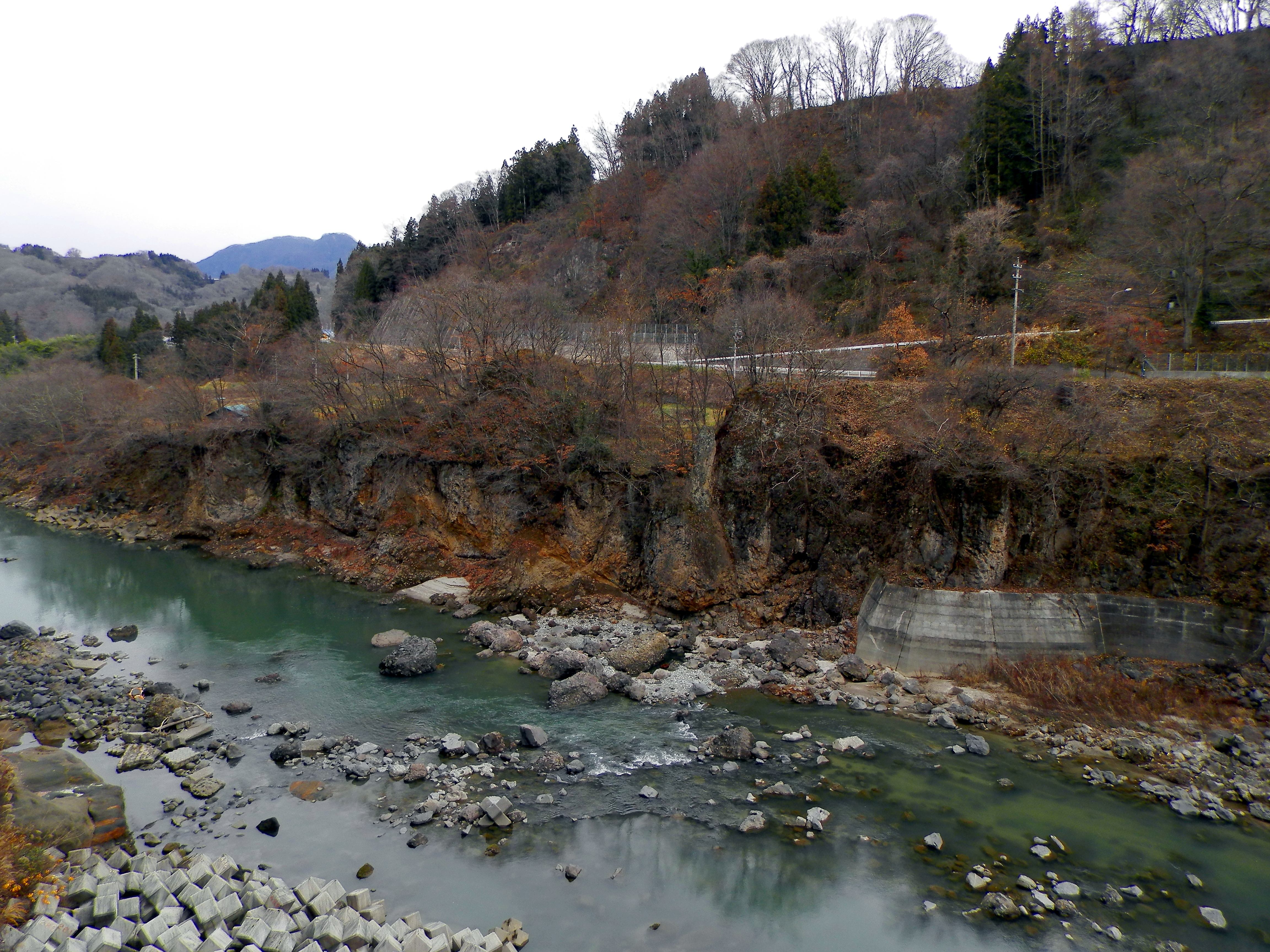
1847年善光寺地震で最大規模の河道閉塞が犀川本流に形成された箇所。

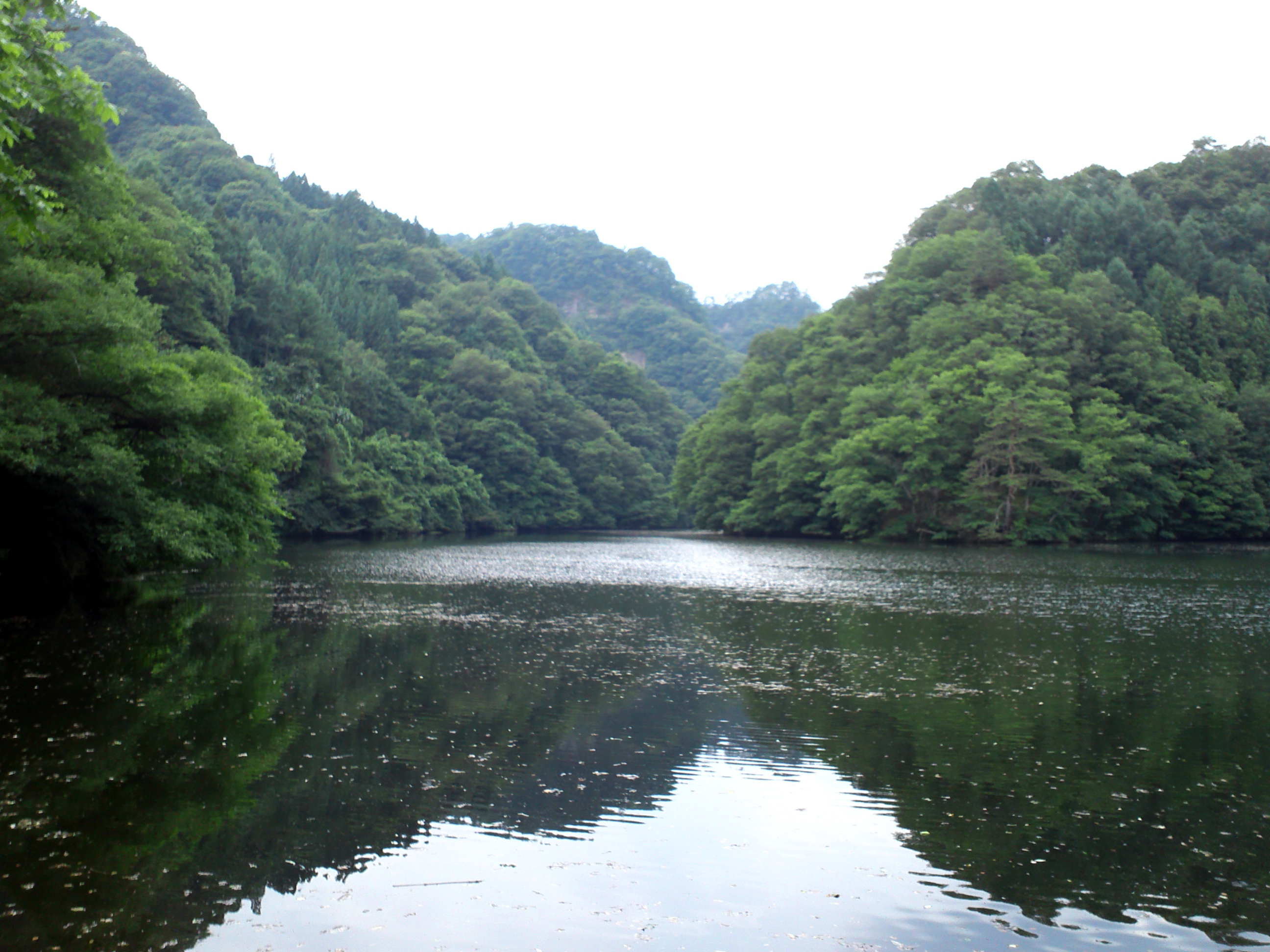
犀川支流の柳久保川上流に形成された柳久保池

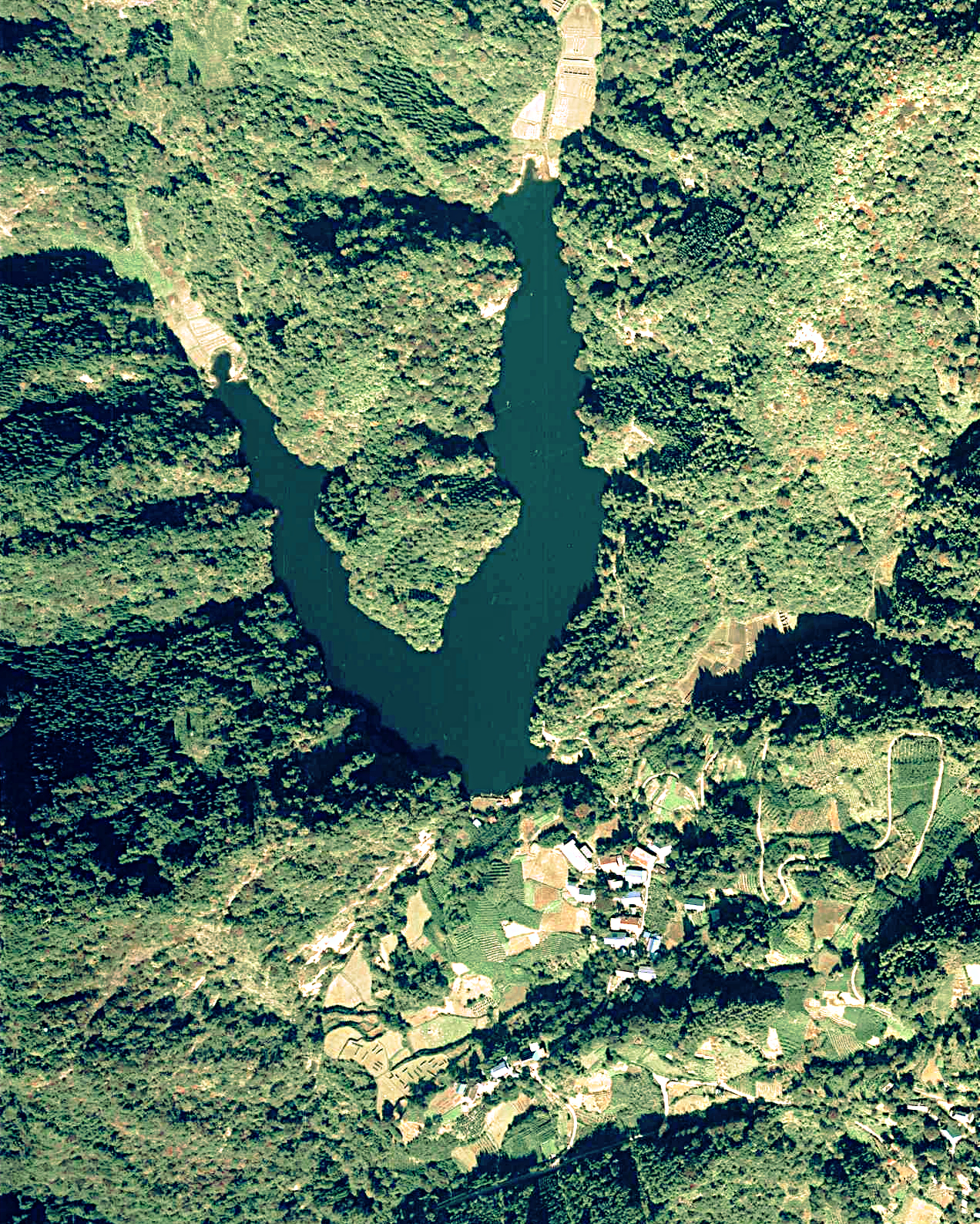
柳久保池の航空写真。

『むしくら日記』によれば松代藩領内51箇所、松本藩領内41箇所で河道閉塞が生じた。
犀川
岩倉山（虚空蔵山）で発生した斜面の崩落は、現在の長野市信更町安庭の2箇所で閉塞を生じさせた
。結果、犀川に65mもの高さをもつ巨大な堰止め湖（河道閉塞）を生じた。この河道閉塞により、ふもとの岩倉村・孫瀬村の両村に川水を招き入れ2村は完全に水没した。下流においては押し流されてきた土砂が高さ30mにして面積50m2という巨大な丘となって藤倉、古宿の2村に襲いかかり、間もなく地下に埋没させた。上流においては、流水量が減じたため平地部一面に深さ60m（諸説あり）、現在の生坂村の金熊川合流点まで達する推定貯水量3.5億立方メートルと推定される堰き止湖が現出し、数村が湖底に沈み十数ヶ村が浸水した。閉塞から16日後に越流が始まり3日かけ堤体を浸食していったが、地震から19日後の同年5月27日（弘化4年4月13日）の夕方、堰き止め湖が決壊し急流と化した水は犀川と千曲川の合流点の川中島まで押し寄せ、31ヶ村に浸水被害をもたらした。決壊に対する警戒態勢は2カ所の監視小屋で行われ監視役から狼煙により決壊の報が小松原普請本陣に伝えられた後、陣鉦と半鐘により住民に伝達され多くの住民は避難をしていたため犠牲者は少なかった。更に下流の飯山藩では千曲川の水位監視を行っていた結果、増水に気が付く事が出来、人的被害は軽微であった。洪水の水位は、犀川が善光寺平に出る長野市小市地籍付近で20m、千曲川で6m、新潟県長岡でも1.5mと伝えられている。また、24時間後には日本海に達した。
中津川上流、切明
震源から約40km離れた中津川栄村切明でも2カ所で河道閉塞が発生し、湛水量1,000万m3以上で一度には決壊しなかった。
信濃川左岸、天水山の崩壊
栄村の天水山での地滑りにより中条川で河道閉塞と閉塞箇所の決壊が発生し、人家3戸を押し流した。
裾花川、親沢の土石流
裾花川の支流、親沢で土石流により、湛水高20m、湛水面積6.8万m2、湛水量45万m3程度の河道閉塞を形成。
犀川支流、土尻川
土尻川の五十里で地滑り性の崩壊が、長さ800m、幅150m、土砂量120万m3の河道閉塞を形成。16日後の5月24日に決壊。
犀川支流、柳久保川
柳久保川で長さ900m、幅350m、地すべり土塊量900万m3規模の閉塞が発生し、民家18戸のうち倒壊 17戸、焼失 13戸。流量の少ない川に形成された閉塞は3年かかって湛水したが決壊せずに柳久保池として現在でも残っている。

## 救援および復興
善光寺及び各藩は領民に対し、援助金を支給している。高田代官および長野盆地内に領地を持っていた椎谷藩(現在の新潟県側に隣接)および隣接する諸藩からは、直後から食料および義援金が提供された。しかし、松代藩の財政は復興費用のため破綻状態となり幕末まで解消しなかった。

### 伝聞
家屋の倒壊・火災・さらに水害まで発生したこの地震の後、この様子をもとに「死にたくば信濃へござれ善光寺 土葬水葬火葬までする」などの狂歌が作られた。しかし、このように善光寺地震を他人事と見ていた人々も、この後1854年に伊賀上野地震、安政東海地震、安政南海地震、1855年に安政江戸地震と、死者数千に達する大地震に次々と襲われることとなる。

## 誘発地震
5日後の5月13日（旧暦3月29日）新潟県高田市付近（高田平野東縁断層）を震源とする M6.5 の地震が発生し、死者20名以上が記録として残っている。

## 当時の記録

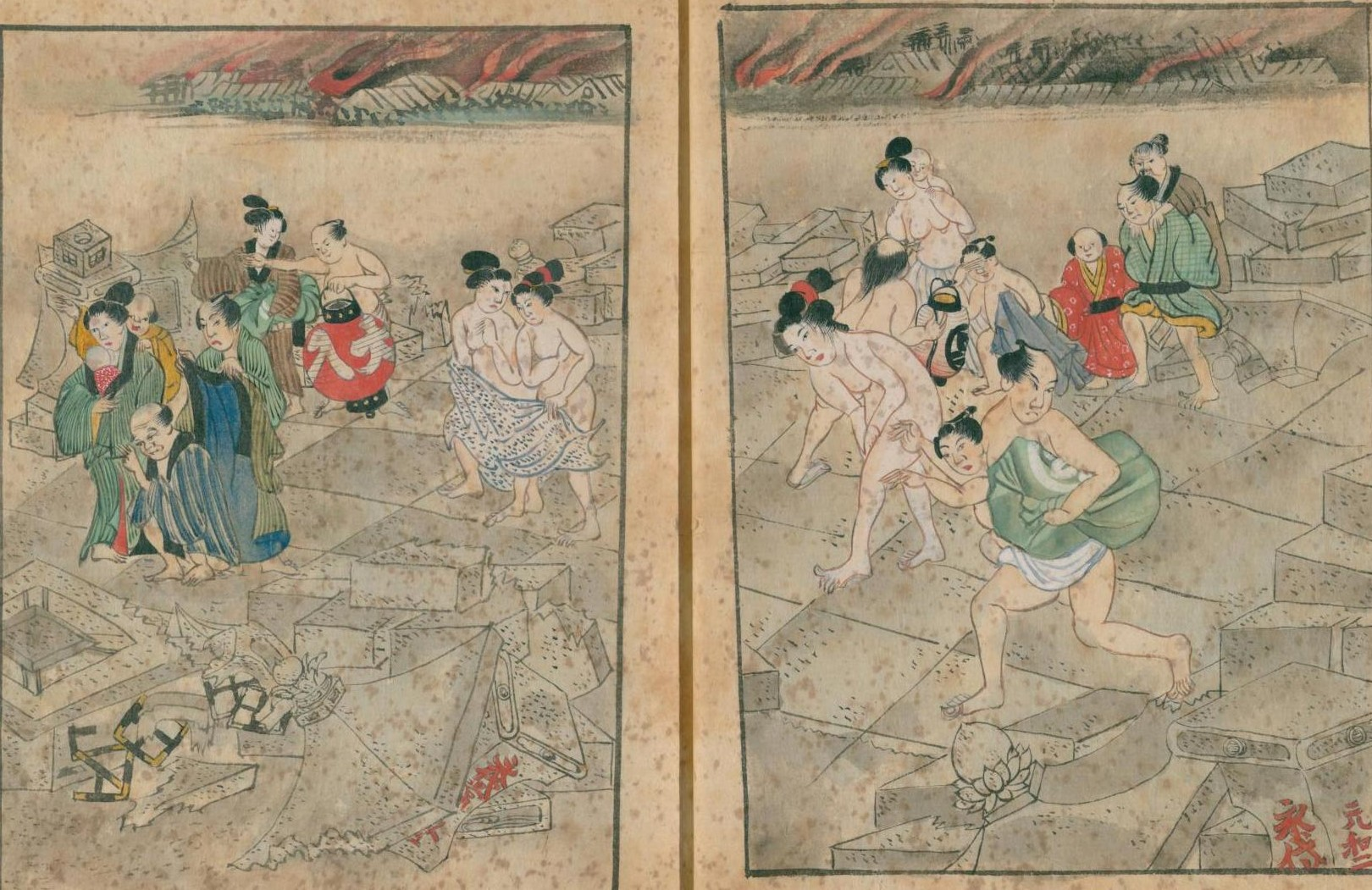
『地震後世俗語之種』

- 『地震後世俗語之種』 - 善光寺門前の花街・権堂村の永井善左衛門幸一が自身の体験を残した記録。絵も自分で描いており、地震当時の悲惨な現実がありありと伝わって来る貴重な資料となっている。2冊の現存が確認されており、真田宝物館と国立国会図書館にそれぞれ所蔵されており、どちらもネット公開されている（外部リンク参照）。[16]
- 『むしくら日記』 - 松代藩家老・河原綱徳の手記。こちらもネットでの閲覧が可能。
- 岩下貞融 - 門前町第一の学者。きわめて多数の著作があったが、善光寺地震の火災で焼失した。父祖伝来の太刀、琵琶をはじめ、岩下文庫の書籍およそ5000巻を失ったという。[17]
- 青木雪卿 - 松代藩主・真田幸貫の被災地巡業に随行し、『感応公丁未震災後封内御巡視図』を描く。写実的に描かれており、災害史の貴重な記録である。[18]
- 峯村白斎 - 俳人。地震で罹災し、家がつぶれ、下敷きになっているところを救出される。それを機に門弟の鵞雄に「寒岳園」の号を譲った。[19]

## 参考書籍・出典
- 「善光寺地震に学ぶ」赤羽貞幸/編著 北原糸子/編著 出版 信濃毎日新聞社 2003年 ISBN 4784099514
- 内閣府中央防災会議
  - 広報 ぼうさい No.45 2008年5月号）,30-31ページ
  - 広報 ぼうさい No.46 2008年7月号）,30-31ページ
  - 災害史に学ぶ 1847 善光寺地震